# Адміністративний устрій Розівського району
Адміністративний устрій Розівського району — адміністративно-територіальний устрій Розівського району Запорізької області на 1 селищну громаду та 1 сільську раду, які об'єднують 28 населених пунктів і підпорядковані Розівській районній раді. Адміністративний центр — смт Розівка.

## Список громадРозівського району
| № | Назва                     | Центр       | Населені пункти | Площа км² | Місце за площею | Населення (2001), осіб. | Місце за населенням |
| - | ------------------------- | ----------- | --- | --------- | --------------- | ----------------------- | ------------------- |
| 1 | Розівська селищна громада | смт Розівка | смт Розівка c-ще Азов c. Антонівка c. Багатівка c. Верхівка c. Запорізьке c. Зеленопіль c. Зоря c. Зоряне c. Іванівка c. Кобильне c. Кузнецівка c. Луганське c. Маринопіль c-ще Мирне c. Надійне c. Новгород c. Новодворівка c. Новозлатопіль c. Новомлинівка c. Першотравневе c. Святотроїцьке c. Солодководне c. Форойс |           |                 |                         |                     |

## Список радРозівського району
| № | Назва                      | Центр        | Населені пункти                                | Площа км² | Місце за площею | Населення (2001), осіб. | Місце за населенням |
| - | -------------------------- | ------------ | ---------------------------------------------- | --------- | --------------- | ----------------------- | ------------------- |
| 1 | Вишнюватська сільська рада | c. Вишнювате | c. Вишнювате c. Біловеж c. Вільне c. Листвянка |           |                 |                         |                     |

* Примітки: м. — місто, смт — селище міського типу, с. — село, с-ще — селище